# The Cleaner
The Cleaner ist eine US-amerikanische Fernsehserie mit Benjamin Bratt in der Hauptrolle, die von CBS Television Studios für den Fernsehsender A&E Network produziert wurde. Die Serie umfasst zwei Staffeln mit jeweils 13 Folgen und wurde vom 15. Juli 2008 bis zum 15. September 2009 in den Vereinigten Staaten ausgestrahlt.

## Handlung
William Banks ist ein ehemaliger Suchtkranker, der es sich, nachdem er es geschafft hat, selbst von den Drogen weg zu kommen, zur Aufgabe gemacht hat, anderen Suchtkranken bei der Überwindung ihrer Abhängigkeit zu helfen.
Die Serie zentriert dabei auf ihn und sein Team aus weiteren ehemaligen Alkohol- und Drogensüchtigen, und deren Hilfe für andere Abhängige, wobei teils auch rabiatere Wege eingeschlagen werden müssen. Banks sieht seine Arbeit dabei als eine Art religiöse Bestimmung, da er nach eigenen Angaben bei der Geburt seiner Tochter einen Pakt mit Gott schloss, clean zu bleiben.